# Thomas Delacourt
Thomas Delacourt, né le 15 août 1992 à Remiremont, est un tireur sportif français, membre de la société de tir de Nancy. 

## Biographie
Thomas Delacourt a d'abord pratiqué le tir à Remiremont (Vosges) de 2005 à 2010, avant de rejoindre la Société de tir de Nancy. Il a été sélectionné en équipe de France la première fois en 2010 pour le Grand Prix de Wiesbaden.

## Palmarès
Palmarès détaillé sur le site de la FFTir

### 2008-2009
- 1re place lors de l'épreuve de Vitesse Olympique aux championnats de France[1].

### 2010-2011
- 2e place lors de l'épreuve pistolet standard 10 m aux championnats de France[2].
- 3e place lors de l'épreuve pistolet standard au Grand Prix de Hannovre.
- 2e place lors de l'épreuve Vitesse Olympique au Grand Prix de Hannovre.
- 3e place lors de l'épreuve de Vitesse Olympique aux championnats de France 25/50 m.

### 2011-2012
- 3e place lors de l'épreuve de Vitesse Olympique aux championnats de France 25/50 m.
- 3e place lors de l'épreuve de Vitesse Olympique 25 m au Grand Prix de Wiesbaden.
- 3e place lors de l'épreuve de Vitesse Olympique 25 m au Grand Prix de Suhl.
- 9e place lors de l'épreuve de Vitesse Olympique 25 m aux championnats du monde universitaire.
- 7e place lors de l'épreuve de Vitesse Olympique 25 m aux championnats d'Europe.

### 2012-2013
- 3e place en équipe à l'épreuve de vitesse olympique 25 m aux universiades de Kazan avec Boris Artaud et Clément Bessaguet[3],[4].

### 2015-2016
- 6e place lors de l'épreuve de Vitesse Olympique aux championnats de France 25/50 m[5].

### 2016-2017
- 6e place lors de l'épreuve de Vitesse Olympique aux championnats de France 25/50 m[6], pour la deuxième fois consécutive.

### 2017-2018
- 6e place lors de l'épreuve de Vitesse Olympique aux championnats de France 25/50 m, pour la troisième fois consécutive .

### 2018-2019
- 6e place lors de l'épreuve de Vitesse Olympique aux championnats de France 25/50 m [7], pour la quatrième fois consécutive.
- 2e place par équipe (société de tir de Nancy) au pistolet standard[8] et troisième place en percussion centrale[9] en équipe avec David Lorain et Pierre Valentin[10] lors du championnat de France 25/50 mètres à Moulins.

### 2019-2020
- 2e place lors de l'épreuve pistolet standard du championnat de France 2020 10/18m à Niort[11].
- 2e place par équipe (société de tir de Nancy), avec David Lorain et Pierre Valentin lors de l'épreuve pistolet standard du championnat de France 10/18m à Niort[11].

### 2021-2022
- 2e place au championnat de France 10/18 mètres à Besançon à l'épreuve Pistolet standard 10 mètres par équipe (Société de Tir de Nancy) (sénior 1, hommes - Thomas Delacourt - David Lorain - Pierre Valentin)[12]
- 2e place par équipe (Société de Tir de Nancy) au championnat de France des clubs pistolet 10 mètres 2e division à Longuenesse (Laurène Teychené - Thomas Delacourt - David Lorain - Tom Stepanoff - Pierre Valentin)[13]
- 2e place par équipe (Société de Tir de Nancy) au championnat de France 25/50 mètres à Volmerange-les-Mines à l'épreuve Pistolet 25 mètres (sénior 1, hommes - Thomas Delacourt - David Lorain - Pierre Valentin)
- 2e place par équipe (Société de Tir de Nancy) au championnat de France 25/50 mètres à Volmerange-les-Mines à l'épreuve Pistolet standard (sénior 1, hommes - Thomas Delacourt - David Lorain - Pierre Valentin)
- 6e place lors de l'épreuve pistolet vitesse olympique  du championnat de France 2022 25/50m à Volmerange-les-Mines [14], pour la cinquième fois consécutive.

### 2022-2023
- 4e place au championnat de France 10/18 mètres à Montluçon à l'épreuve pistolet vitesse 5 cibles 10 mètres[15]
- 1re place par équipe (Société de tir de Nancy) au championnat de France 25/50 mètres à Châteauroux à l'épreuve Pistolet 25 mètres (équipe sénior 1, hommes - Thomas Delacourt - David Lorain - Pierre Valentin)
- 4e place par équipe au championnat de France 25/50/300 mètres à Châteauroux à l'épreuve Pistolet percussion centrale 25 mètres (équipe sénior 1, hommes - Thomas Delacourt - David Lorain - Pierre Valentin)[16]
- 6e place par équipe au championnat de France 25/50/300 mètres à Châteauroux à l'épreuve Pistolet libre 50 mètres (équipe sénior 1, hommes - Thomas Delacourt - David Lorain - Pierre Valentin)[17]
- 6e place par équipe au championnat de France 25/50/300 mètres à Châteauroux à l'épreuve Pistolet standard 25 mètres (équipe sénior 1, hommes - Thomas Delacourt - David Lorain - Pierre Valentin)[18]
- 10e place au championnat de France 25/50/300 mètres à Châteauroux à l'épreuve Pistolet vitesse olympique[19]